# Qaralar (Sabirabad)
Qaralar è un comune dell'Azerbaigian situato nel distretto di Sabirabad. Conta una popolazione di 776 abitanti.